# Абдусаломов Юсуп Рашидович
Юсуп Абдусаломов  (тадж. Юсуп Абдусаломов, нар. 8 листопада 1977) — таджицький борець вільного стилю, чемпіон Азії, призер чемпіонату світу, олімпійський медаліст.

## Життєпис
Боротьбою почав займатися з 1992 року. На початку кар'єри представляв Росію та Азербайджан. З 2002 року почав виступи за збірну Таджикистану.
Виступав за спортивний клуб Гаджі Махачева, Махачкала. Тренери — Магомед Дібіров (з 2001), Марцін Юрецький (з 2005).

## Спортивні результати на міжнародних змаганнях

### Виступи на Олімпіадах
| Змагання                    | Збірна      | Вагова категорія          | Місце  |
| --------------------------- | ----------- | ------------------------- | ------ |
| Літні Олімпійські ігри 2004 | Таджикистан | вільна боротьба, до 74 кг | 9      |
| Літні Олімпійські ігри 2008 | Таджикистан | вільна боротьба, до 84 кг | Срібло |
| Літні Олімпійські ігри 2012 | Таджикистан | вільна боротьба, до 84 кг | 15     |

### Виступи на Чемпіонатах світу
| Змагання                        | Збірна      | Вагова категорія          | Місце  |
| ------------------------------- | ----------- | ------------------------- | ------ |
| Чемпіонат світу з боротьби 2005 | Таджикистан | вільна боротьба, до 74 кг | 13     |
| Чемпіонат світу з боротьби 2007 | Таджикистан | вільна боротьба, до 84 кг | Срібло |
| Чемпіонат світу з боротьби 2009 | Таджикистан | вільна боротьба, до 84 кг | 5      |
| Чемпіонат світу з боротьби 2011 | Таджикистан | вільна боротьба, до 84 кг | 14     |

### Виступи на Чемпіонатах Азії
| Змагання                       | Збірна      | Вагова категорія          | Місце  |
| ------------------------------ | ----------- | ------------------------- | ------ |
| Чемпіонат Азії з боротьби 2003 | Таджикистан | вільна боротьба, до 74 кг | Золото |
| Чемпіонат Азії з боротьби 2008 | Таджикистан | вільна боротьба, до 84 кг | Бронза |
| Чемпіонат Азії з боротьби 2011 | Таджикистан | вільна боротьба, до 84 кг | 5      |
| Чемпіонат Азії з боротьби 2012 | Таджикистан | вільна боротьба, до 84 кг | Бронза |

### Виступи на Азійських іграх
| Змагання           | Збірна      | Вагова категорія          | Місце  |
| ------------------ | ----------- | ------------------------- | ------ |
| Азійські ігри 2002 | Таджикистан | вільна боротьба, до 74 кг | Срібло |

### Виступи на інших змаганнях
| Змагання                                                        | Збірна      | Вагова категорія          | Місце  |
| --------------------------------------------------------------- | ----------- | ------------------------- | ------ |
| Чемпіонат Росії з боротьби 1998                                 | Росія       | вільна боротьба, до 69 кг | Срібло |
| Олімпійський кваліфікаційний турнір з боротьби 2000 (Мінськ)    | Азербайджан | вільна боротьба, до 69 кг | 12     |
| Олімпійський кваліфікаційний турнір з боротьби 2004 (Софія)     | Таджикистан | вільна боротьба, до 74 кг | 4      |
| Гран-прі Німеччини з боротьби 2004                              | Таджикистан | вільна боротьба, до 74 кг | Бронза |
| Золотий Гран-прі з боротьби 2008                                | Таджикистан | вільна боротьба, до 84 кг | 7      |
| Турнір Дмитра Коркіна 2009                                      | Таджикистан | вільна боротьба, до 84 кг | Срібло |
| Відкритий чемпіонат Монголії з боротьби 2012                    | Таджикистан | вільна боротьба, до 84 кг | Золото |
| Олімпійський кваліфікаційний турнір з боротьби 2012 (Астана)    | Таджикистан | вільна боротьба, до 84 кг | 5      |
| Олімпійський кваліфікаційний турнір з боротьби 2012 (Гельсінкі) | Таджикистан | вільна боротьба, до 84 кг | Золото |
| Міжнародний турнір Олімпія 2012                                 | Таджикистан | вільна боротьба, до 84 кг | Бронза |